# Conseil national de pilotage
Pour les articles homonymes, voir CNP.
Le Conseil national de pilotage est une instance ad hoc, en France, qui conduit l'animation du réseau des Agences régionales de santé.
Il réunit, tous les quinze jours, divers acteurs de l'administration centrale et de santé, tels que la Caisse nationale de solidarité pour l'autonomie (CNSA) et les trois caisses nationales d'assurance maladie : régime général (Cnam), régimes agricoles (CCMSA) et Sécurité sociale des indépendants (ex-RSI).
Il est présidé par le ministre de la Santé. Les ministres du Budget ou des Affaires sociales en sont membres.

## Rôle du CNP
Le CNP adresse aux Agences régionales de santé des instructions pour la mise en œuvre de la politique de santé sur le territoire. Le Sénat français, dans un rapport d'information, estime que le CNP a envoyé entre 250 et 300 instructions aux agences régionales de santé.
Il est également chargé de l'évaluation des agences et de l'action de leurs directeurs généraux.
Le CNP valide par ailleurs le contrat pluriannuel d'objectifs et de moyens (Cpom), signé entre chaque directeur d'agence et le ministre. Ce contrat est valable quatre ans et donne lieu à un examen annuel des actions menées au niveau des régions.

### Fonctionnement pratique
Le CNP est en pratique présidé par le secrétaire général des ministères sociaux, bien que sa présidence revienne théoriquement au ministre de la Santé. Son fonctionnement revêt un caractère essentiellement administratif. La durée de ses réunions n'excède jamais une heure et demie.
Le décret fixant l'organisation des ARS confie au secrétaire général des ministères sociaux la présidence du CNP. Celui-ci représente le ministre et préside un comité permanent chargé de coordonner les travaux du CNP. Un décret d'août 2013 a complété les missions confiées au secrétaire général. Celui-ci agit de facto au carrefour de plusieurs ministères. Quatre étaient ministres de plein exercice en 2014 : Valérie Fourneyron, Michel Sapin, Marisol Touraine et Najat Vallaud-Belkacem. Ce secrétariat à géométrie variable dépend en fait de l'organisation gouvernementale des ministères, en particulier le regroupement ou non du portefeuille Emploi-travail avec celui des Solidarités. Le ministère de la Santé demeure un portefeuille récurrent dans les gouvernements.
Enfin, le fonctionnement des ARS dépend de quatre directions de l'administration centrale : Direction de la sécurité sociale, Direction générale de la santé, Direction générale de l'offre de soins et Direction générale de la cohésion sociale.

## Réflexion prospective
Dans un rapport de septembre 2012, la Cour des comptes a souligné le caractère essentiel de la réforme des agences régionales de santé, laquelle comporte un changement structurel important du paysage administratif en matière de politique de santé. Cependant, la Cour a exprimé des réserves sur l'adaptation au niveau central du CNP et des directions spécialisées des ministères. Concernant le Conseil national de pilotage, la Cour note en particulier que celui-ci n'a pas « impulsé une approche nationale transversale et stratégique des problématiques de santé et d’offre de soins ».